# Magyarkapronca
Magyarkapronca (1899-ig Kaproncza, szlovákul: Koprivnica, korábban Pokrivnica, németül: Deutsch-Litta) község Szlovákiában, az Eperjesi kerület Bártfai járásában.

## Fekvése
Bártfától 20 km-re délkeletre, a Tapolytól nyugatra fekszik.

## Története
1283-ban említik először.
A 18. század végén Vályi András így ír róla: „KAPRONCZA. Tót falu Sáros Várm. földes Urai több Uraságok, lakosai katolikusok, és más félék, fekszik Tapoly vize mellett, Hanusfalvához egy mértföldnyire, határja jó gabonát termő, réttye kétszer kaszáltatik, legelője meg lehetős, fája mint a’ két féle van.”
Fényes Elek 1851-ben kiadott geográfiai szótárában így ír a faluról: „Kaproncza, (Pokriwnicza), tót falu, Sáros vmegyében, Kurimához délre 1 3/4 mfd. 566 kath., 5 evang., 54 zsidó lak. Kath. paroch. templom. Vizimalom. Jó rozs-termő föld. F. u. többen. Ut. p. Eperjes.”
A trianoni diktátum előtt Sáros vármegye Girálti járásához tartozott.

## Népessége
| Év:            | 1994. | 2004.   | 2014.   | 2024.   |
| -------------- | ----- | ------- | ------- | ------- |
| Emberek száma: | 675   | 689     | 685     | 663     |
| Eltérés:       |       | +2,07 % | -0,58 % | -3,21 % |

| Év:            | 2023. | 2024.   |
| -------------- | ----- | ------- |
| Emberek száma: | 661   | 663     |
| Eltérés:       |       | +0,30 % |

1910-ben 570-en, többségében szlovákok lakták, jelentős magyar, cigány és lengyel kisebbséggel.
2001-ben 687 lakosából 680 szlovák volt.
2011-ben 688 lakosából 680 szlovák.

## Külső hivatkozások
- Községinfó
- Magyarkapronca Szlovákia térképén
- E-obce.sk[halott link]
- Hivatalos oldal